# Terterowicze

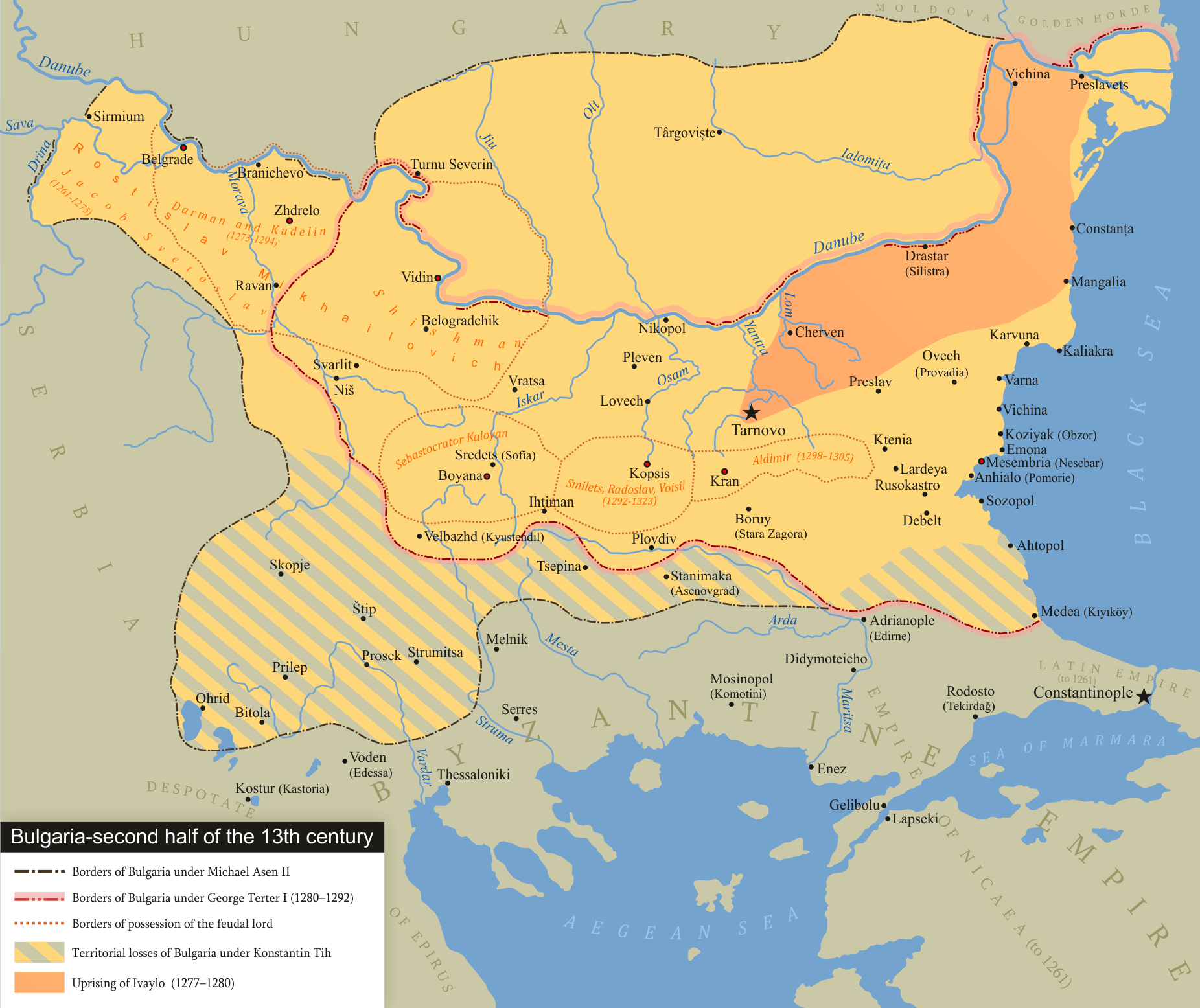
Bułgaria w drugiej połowie XIII w. (w ciemniejszym żółtym kolorze – obszar pod panowaniem Jerzego I Tertera)

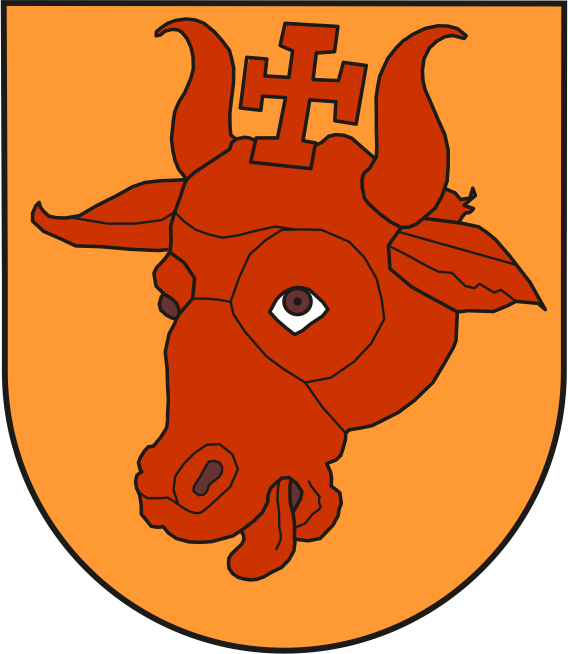
Herb Dynastii

Terterowicze (bułg. Тертеровци) – dynastia, której przedstawiciele panowali w Bułgarii w końcu XIII i na początku XIV wieku.
Pierwszym przedstawicielem dynastii, który sięgnął po koronę cara Bułgarii był Jerzy I Terter. Pochodził z rodziny bojarskiej o korzeniach kumańskich, a po władzę w tzw. drugim państwie bułgarskim sięgnął w 1280 korzystając z konfliktu chłopskiego cara Iwajły oraz ostatniego z Asenowiczów Iwana Asena III. Poślubił siostrę tego ostatniego w celu legitymizacji swoich roszczeń do tronu bułgarskiego, a dotychczasową żonę wraz z synem Teodorem Swetosławem musiał odesłać na dwór bizantyjski jako zakładników.
Terter utracił tron w 1292 i trafił do niewoli bizantyjskiej. W 1300 koronę carską zdobył jego syn Teodor Swetosław, który zdołał uzyskać zwolnienie swego ojca z niewoli, zawarł sojusz z Wielką Ordą oraz toczył zwycięskie walki przeciwko Bizancjum powiększając terytorium Bułgarii jego kosztem. W toku swych długich rządów zdołał umocnić pozycję państwa na arenie międzynarodowej oraz skonsolidować władzę wewnętrzną, jednak jego syn i następca Jerzy II Terter nie mógł wykorzystać tego kapitału – zmarł bezpotomnie wkrótce po objęciu rządów (1323).

## Literatura
- I. Czamańska, Terterowicze [w:] Słownik dynastii Europy, red. J. Dobosz, M. Seweryński, Poznań 1999, s. 400-401.
- T. Wasilewski, Historia Bułgarii, Wrocław 1988.